# Голльхофен
Голльхофен (нем. Gollhofen) — община в Германии, в земле Бавария.
Подчиняется административному округу Средняя Франкония. Входит в состав района Нойштадт-ан-дер-Айш-Бад-Виндсхайм. Подчиняется управлению Уффенхайм. Население составляет 820 человек (на 31 декабря 2010 года). Занимает площадь 17,03 км².
Община подразделяется на 2 административные единицы.

## Население
По оценке на 31 декабря 2015 года население общины Голльхофен составляет 833 чел. 

| Дата      | 1840 | 1871 | 1900 | 1925 | 1939 | 1950 | 1961 | 1970 | 1987 | 2011 |
| --------- | ---- | ---- | ---- | ---- | ---- | ---- | ---- | ---- | ---- | ---- |
| Население | 990  | 1064 | 981  | 1013 | 924  | 1190 | 969  | 914  | 786  | 819  |

| Год       | 1960 | 1970 | 1980 | 1990 | 2000 | 2009 | 2010 | 2011 | 2012 | 2013 | 2014 | 2015 |
| --------- | ---- | ---- | ---- | ---- | ---- | ---- | ---- | ---- | ---- | ---- | ---- | ---- |
| Население | 966  | 915  | 750  | 781  | 856  | 814  | 820  | 836  | 828  | 810  | 830  | 833  |